# Liuva de Braga
Liuva († 687) fue un eclesiástico visigodo contemporáneo de los reyes Wamba y Ervigio. Fue obispo metropolitano de Braga desde el 678 o 680 hasta su muerte; simultáneamente se tituló también obispo de Dumio, diócesis que abarcaba solamente el monasterio del mismo nombre situado en la provincia eclesiástica bracarense, y que en estas fechas estaba unida a ésta.
Consta su presencia en los Concilios de Toledo XII y XIII 
celebrados respectivamente en 681 y 683, 
pero no en el concilio XIV del año 684,  en el que estuvo representado por los abades Wamba y Recesindo. 
| Predecesor: Leodegisio | Obispo de Braga 678 – 687 | Sucesor: Faustino |
| Predecesor: Leodegisio | Obispo de Dume 678 – 687  | Sucesor: Vicente  |